# Adriaen van Utrecht
Adriaen van Utrecht (Anversa, 1599 – Anversa, 1653) è stato un pittore fiammingo.
Dipinse nature morte, ma è particolarmente conosciuto come animalista (fece quadri con animali da cortile).
I suoi dipinti, caratterizzati dall'uso del colore scuro, si avvicinano più a quelli di Jan Fyt che a quelli di Frans Snyders.
Bibliografia
Achille della Ragione - Collezione della Ragione, pag. 12 - 13 - 14 - 15 - Napoli 1997